# Rodrigo Salgado (alcalde mayor)
Rodrigo Salgado (Reino de Galicia, Corona de Castilla, Monarquía Hispánica c. 1670s - San Salvador, Capitanía General de Guatemala c. 1740s) fue un capitán que ejerció el cargo de alcalde mayor de San Salvador desde 1723 a 1724.

## Biografía
Rodrigo Salgado nació en el Reino de Galicia de la Corona de Castilla, Monarquía Hispánica por la década de 1670s; se dedicaría a la carrera de las armas, adquiriendo el 5 de julio de 1706 el título de alférez de un regimiento de caballería de la ciudad de Orense, con el que participó en el sitio de Ciudad Rodrigo y la toma del castillo de San Felices durante la guerra de sucesión española; alcanzando sucesivamente los rangos de teniente de caballería y de capitán.
Se trasladaría a vivir al continente americano, asentándose en la villa de Sonsonate, donde en 1721 sería designado por el presidente-gobernador y capitán general de Guatemala Francisco Rodríguez de Rivas como su teniente de capitán general para la defensa de las costas de la alcaldía mayor de Sonsonate ante la amenaza de ataque del pirata John Clipperton.
El 30 de junio de 1723, el capitán general lo designó como alcalde mayor de San Salvador, debido al fallecimiento de su predecesor Pedro de Doralea; asimismo, se le despachó título de teniente de capitán general de dicha provincia; lo que recibiría aprobación del monarca español. Ejerciendo dicho puesto hasta el mes de junio de 1724, quedándose a residir en la ciudad de San Salvador; donde, el 1 de agosto de 1730, por real provisión, se ordenaba al alcalde ordinario de dicha ciudad que efectuase el embargo de los bienes de Salgado por la cantidad de 785 pesos con 6 y medio reales, que debía a Juana Regul. Luego de lo cual no se sabe nada más de él, probablemente fallecería en San Salvador por la década de 1740s.